# 서민갑부
《서민갑부》는 2014년 12월 20일부터 2023년 6월 10일까지 방송된 채널A의 교양 프로그램이다.

## 기획 의도
서민갑부들의 생생한 성공 스토리를 담은 프로그램.

## 에피소드 목록

### 2014년
| 회차 | 방영일    | 부제 (서브 타이틀)                            | 운영 가게 종류                       |
| ---- | --------- | --------------------------------------------- | ------------------------------------ |
| 1회  | 12월 20일 | 눈물의 도시락, 독한 손맛 미자씨               | 반찬가게 운영                        |
| 2회  | 12월 27일 | 손짜장면 박영수 씨 VS 등산화 수리공 김기성 씨 | 수타자장면집 운영 등산화 수리점 운영 |

### 2015년
| 회차 | 방영일    | 부제 (서브 타이틀)                                    | 운영 가게 종류                |
| ---- | --------- | ----------------------------------------------------- | ----------------------------- |
| 3회  | 1월 3일   | 공병으로 억대의 연매출을 올리는 김재웅 씨             | 빈병분류공장 운영             |
| 4회  | 1월 10일  | 만두 하나로 갑부가 된 권태중, 김선녀 부부             | 수제만두집 운영               |
| 5회  | 1월 17일  | 90억 자산가의 독한 비밀, 최초 산더덕 재배자 조남상 씨 | 더덕 농사                     |
| 6회  | 1월 24일  | 20억 연매출의 빛나는 인생, 대머리 이발사 장만우 씨    | 가발회사 운영                 |
| 7회  | 1월 31일  | 황금 물고기로 갑부가 된 김재식 & 최양희 부부          | 황태 생산                     |
| 8회  | 2월 7일   | 3천 원 칼갈이로 30억 갑부가 된 전만배 씨              | 노량진시장에서 칼갈이         |
| 9회  | 2월 14일  | 샌드위치로 70억 자산을 만든 정주백 씨                 | 샌드위치 프랜차이즈 운영      |
| 10회 | 2월 21일  | 설 대목 매출 1억 원, 떡 부자 최길선 씨                | 떡가게 운영                   |
| 11회 | 2월 28일  | 천 원짜리 국수로 갑부가 된 박민수, 권정임 부부        | 국수가게 운영                 |
| 12회 | 3월 7일   | 부자를 낳는 집, 40억 갑부 김갑례 씨                   | 돼지갈비식당 운영             |
| 13회 | 3월 14일  | 닭 하나로 월 매출 1억 번 원승만, 장현숙 부부          | 닭강정가게 운영               |
| 14회 | 3월 21일  | 마장 축산물 시장의 갑부, 칼잡이 장미란 씨             | 소 해체                       |
| 15회 | 3월 28일  | 미니족발로 50억 갑부가 된 최선자 씨                   | 족발가게 운영                 |
| 16회 | 4월 4일   | 돈의 바다에서 갑부가 된 해녀 강매자 씨                | 해녀                          |
| 17회 | 4월 11일  | 지역명물로 억대 갑부가 된 김정현 씨                   | 빵집 운영                     |
| 18회 | 3월 18일  | 장사의 신, 최고의 현금부자 서영열, 권순희 부부        | 여러 식당 운영                |
| 19회 | 4월 25일  | 좋아하는 일로 갑부가 된 애견훈련사 조성진 씨          | 애견훈련소 운영               |
| 20회 | 5월 2일   | 수상한 백화점으로 갑부가 된 친절한 김재 씨            | 잡화점 운영                   |
| 21회 | 5월 9일   | 구두 닦아 10억 원 자산가가 된 성오봉, 박임숙 부부     | 구두닦이                      |
| 22회 | 5월 16일  | 똥장군을 지던 소년가장에서 70억 갑부가 된 김찬영 씨   | 묵식당 운영                   |
| 23회 | 5월 23일  | 억대 뚝심! 세탁의 전설이 된 조수웅 씨                 | 세탁소 운영                   |
| 24회 | 5월 30일  | 하루에 대기업 연봉 버는 꽃집 사장 성주환 씨           | 꽃집 운영                     |
| 25회 | 6월 6일   | 바다 청소로 갑부가 된 김구 씨                         | 바다속 관 청소                |
| 26회 | 6월 13일  | 풍요롭게 사는 '꿀벌 갑부' 윤옥자 씨                   | 양봉                          |
| 27회 | 6월 20일  | 100억 원 갑부 자갈치 대모 주순자 씨                   | 곰장어식당 운영               |
| 28회 | 6월 27일  | 물고기에 미친男 어신 권세국 씨                        | 매운탕집 운영                 |
| 29회 | 7월 4일   | 황금을 낚는 농어잡이 윤영달, 윤명희 부부              | 어부                          |
| 30회 | 7월 11일  | 바늘 한 땀으로 연 매출 6억을 번 박재길 씨             | 의류 수선                     |
| 31회 | 7월 18일  | 특별한 가구로 13억 자산가로 거듭난 정환숙 씨          | 가구점 운영                   |
| 32회 | 7월 25일  | 입만 열면 지갑이 열린다?! 과일 판매의 제왕 김경복 씨  | 과일판매                      |
| 33회 | 8월 1일   | 여름 무더위로 갑부가 된 팥빙수 명장 김성수 씨         | 팥빙수집 운영                 |
| 34회 | 8월 8일   | 치킨 창업 성공의 길이 있다? 치킨 갑부 김점심 씨       | 치킨가게 운영                 |
| 35회 | 8월 15일  | 농사로 성공한 농부 서우석 씨                          | 산머루 농사                   |
| 36회 | 8월 29일  | 베트남 쌀국수로 노량진 갑부가 된 전티 마이 씨         | 쌀국수집 운영                 |
| 37회 | 9월 5일   | 기술 하나로 인생역전! 60대 청년 유홍식 씨             | 수제화집 운영                 |
| 38회 | 9월 12일  | 섬마을 철물점으로 황금을 건진 천세석, 문화순 부부     | 철물점 운영                   |
| 39회 | 9월 19일  | 세상을 기절시킨 매운 짬뽕 원조 임주성 씨              | 짬뽕가게 운영                 |
| 40회 | 9월 26일  | 고물 주워 10억 원 건물 세운 고물상 정유준 씨          | 고물상                        |
| 41회 | 10월 3일  | 매운탕에 올인한 그림자 아빠 류경석 씨                 | 매운탕집 운영                 |
| 42회 | 10월 10일 | 손님을 저절로 부르는 살벌한 할미와 특별한 4인방       | 생선가게 운영                 |
| 43회 | 10월 17일 | 수제이불 하나로 군산을 덮은 조성훈, 김순옥 부부       | 수제이불가게 운영             |
| 44회 | 10월 24일 | 3천 원 잔치국수로 갑부가 된 김순남 씨                 | 국수집 운영                   |
| 45회 | 10월 31일 | 나이 68세 금줄에 매달린 사나이 유영욱 씨              | 외벽도장공                    |
| 46회 | 11월 7일  | 10년 거리 노숙자에서 갑부가 된 박상기 씨              | 피혁제품점 운영               |
| 47회 | 11월 14일 | 명불허전 장사의 신 vs 신세대 장사의 고수              | 불고기식당, 마카롱전문점 운영 |
| 48회 | 11월 21일 | 주 3일 일하고 월 2천만 원 버는 임만선 씨              | 숯불구이집 운영               |
| 49회 | 11월 28일 | 단골손님 만 명, 밥 주는 수상한 미용실                 | 미용실 운영                   |
| 50회 | 12월 5일  | 450원 연탄 팔아 10억 갑부가 된 부부                   | 연탄배달                      |
| 51회 | 12월 12일 | 천 원꼴 빈대떡으로 갑부가 된 억척 할매                | 빈대떡집 운영                 |
| 52회 | 12월 19일 | 다 같이 살자! 홍열 씨와 다섯 사장님들                 | 주물공장 운영                 |
| 53회 | 12월 24일 | 집밥 하나로 인생을 바꾼 하명숙 씨                     | 백반집 운영                   |
| 54회 | 12월 31일 | 천 원짜리 채소 팔아 8억 빚을 갚은 양왕식, 염영순 부부 | 채소가게 운영                 |

### 2016년
```
|| 회차 || 제목 || 방법 ||
|| 55||시장 강정 할머니||강정가게 운영||
|| 56||곱돌 뚝배기 부부||돌뚝배기 제조||
|| 57||쉿! 소문내지 마! 정순 씨의 특급비밀||순대국밥집 운영||
|| 58||수제 버거로 건물 5채 가진 35세 청년||수제버거집 운영||
|| 59||열려라 참깨! 미스터리 백사장||열쇠가게 운영||
|| 60||인생2막, 뚱땡이 아줌마의 시골 방앗간||떡방앗간 운영||
|| 61||생선장수 쩐모양처 갑남 씨||생선가게 운영||
|| 62||세상에서 가장 큰 마트||만물트럭||
|| 63||돈 쓰는 남자 & 돈 버는 여자||철거 및 중고물품 판매||
|| 64||개과천선, 장화 신은 사나이||어시장 배달||
|| 65||신용불량 상섭씨, 때 밀어 떼돈 벌다||때밀이||
|| 66||자산 10억 원 김목수 ‘10년 만’의 비밀||목제가구제조||
|| 67||억대 연봉 청소 부부||청소||
|| 68||부자를 만드는 사나이 정기 씨||돼지구이||
|| 69||10억 원 자산을 일군 아내의 반란||횟집 운영||
|| 70||1,000원 짜리 나물로 20억 원 만드는 법||나물가게 운영||
|| 71||일용직 무시마라! 천하무적 도배팀||도배||
|| 72||인숙씨의 억대 연봉 출장 요리||출장요리||
|| 73||120만 원 들고 태국으로 간 미용사||미용실 운영||
|| 74||회사원 정일 씨, 12년 만에 집 부자 되다||부동산 경매||
|| 75||족발로 살아난 전설의 사나이||족발집 운영||
|| 76||달콤 살벌한 꿀벌 부부||양봉||
|| 77||꿈을 파는 트럭의 비밀||푸드트럭||
|| 78||사장님이 된 회사원||반품제품 판매||
|| 79||가난한 귀농부부 빵 터졌네! 시골빵집||빵집 운영||
|| 80||서른 셋 성수 씨, 망치 잡아 갑부 되다||인테리어||
|| 81||백만장자 아줌마||고기뷔페 운영||
|| 82||반찬 팔아 억대 연봉, 싱글맘 현숙 씨||반찬가게 운영||
|| 83||글씨 파는 남자 병삼 씨||POP글씨||
|| 84||10억 원 건물주가 된 수동 씨의 고민||냉면식당 운영||
|| 85||티끌 모아 갑부 되다||김구이 판매||
|| 86||향기 나는 부자의 비밀||편백나무 주방용품 제조||
|| 87||세탁 해결사 백남옥||세탁소 운영||
|| 88||‘조경’으로 인생 활짝 핀 건영 씨||조경업자||
|| 89||배달원에서 장사의 고수가 된 진혁 씨||중국집 운영||
|| 90||극한의 현장, 흙으로 빚은 황금||유기공방 운영||
|| 91||명절 대목에만 7천! 달콤하게 갑부 된 모녀||한과점 운영||
|| 92||인생은 50부터 어탕 부부의 청춘불패||국수식당 운영||
|| 93||시장 돈가스로 제2의 인생을 살다||돈가스 제조||
|| 94||위기의 주식 폐인 병환 씨의 변신||가구천갈이||
|| 95||월 수익 1000만 원 김태호의 즐겁게 텐트 치는 법||텐트세우기||
|| 96||부자의 정석, 공주 600만 불의 사나이||떡집 운영||
|| 97||프랜차이즈를 이기다. 동네 분식집의 반란||분식집 운영||
|| 98||밥 차로 돈 버는 사나이||밥차||
|| 99||뜨개질로 홈런 친 사나이||뜨개질 강좌||
|| 100||3000원 칼갈이의 인생역전||칼갈이||
|| 101||호떡 팔아 40억! 석원 씨의 시크릿||호떡 판매||
|| 102||창업 가게만 8개! 한우 전문가 창일 씨의 대박 비법||한우식당 운영||
|| 103||땡전 한 푼 없던 덕희 씨, 10억 갑부 되다||기와 공사||
|| 104||명품 인생 현석 씨의 비밀||명품수선||
|| 105||6000원 국수의 기적, 미령 씨의 즐거운 인생||칼국수 가게 운영||
|| 106||어묵 만담꾼! 일형 씨의 말하는 대로~||수제어묵||
```

### 2017년
| 회차  | 방영일    | 부제 (서브 타이틀)                                               | 상호 이름                         | 운영 가게 종류 |
| ----- | --------- | ---------------------------------------------------------------- | --------------------------------- | -------------- |
| 107회 | 1월 5일   | 바다에서 황금 캐는 사나이 일용 씨                                | 동호횟집 (경남 창원 진해)         | 피조개 양식업  |
| 108회 | 1월 12일  | ‘전복 추어탕’으로 억대 자산을 만든 김남영 씨                     | 용매댁추어탕 (경기 광주)          | 추어탕집 운영  |
| 109회 | 1월 19일  | 톡 쏘는 홍어로 연매출 9억 김지순 여사                            | 금성수산 (전남 나주)              | 홍어가게 운영  |
| 110회 | 1월 26일  | 반값 만물상 김광열 씨                                            | 불날리 (경기 양주)                | 만물상 운영    |
| 111회 | 2월 2일   | 한정판 수제 손 만두로 연매출 5억 원! 감양휴 씨                   | 내고향만두 (인천 남동)            | 만두집 운영    |
| 112회 | 2월 9일   | 연 매출 5억! 황혼 갑부 지영순씨                                  | 양구 재래식 순두부 (강원 양구)    | 순두부집 운영  |
| 113회 | 2월 16일  | 창업 3년 만에 연 매출 3억 원! 재미 파는 청년 갑부 혁진 씨        | 잼잼칩스 (서울 마포)              |                |
| 114회 | 2월 23일  | 20년 단골 잡는 비밀 수상한 순희 씨의 우동                        | 행복한 우동가게 (충북 충주)       |                |
| 115회 | 3월 2일   | 27세 운성과 30세 지만의 100억 갑부 되기!                         | 스윗밸런스 (서울 관악)            |                |
| 116회 | 3월 9일   | 8년 만에 건물 7채 돈을 부르는 내 딸 복덩어리                     | 금단양만 (정북 고창)              |                |
| 117회 | 3월 16일  | 주부에서 억대 연봉자가 되기까지 미다스 손! 성희 씨의 비밀!       | 빨간펜                            |                |
| 118회 | 3월 23일  | 돌을 돈으로 바꾼 사나이 제주 돌 갑부 범영 씨                     | 아름다운 돌담 (제주)              |                |
| 119회 | 3월 30일  | 카센터로 자산 15억 용완 씨의 가난과 이별하는 방법                | 새천년카 (대전 동구)              |                |
| 120회 | 4월 6일   | 도박 폐인! 맨 몸으로 20억 자산 일구다!                           | 뉴엘지익스프레스 (대구 수성)      |                |
| 121회 | 4월 13일  | 500만 원으로 시작해 연 매출 6억 원! 곱창으로 살아난 현숙 씨      | 우장군곱창 (서울 강서)            |                |
| 122회 | 4월 20일  | 30억 원 산닭 로맨스 영래&명순 씨의 운명이닭!                     | 오케이 사슴 목장 가든 (전남 화순) |                |
| 123회 | 4월 27일  | 산에서 대게 팔아 연 매출 20억 원! 넥타이를 맨 사나이 봉철 씨     | 속초게찜 본점 (강원 속초)         |                |
| 124회 | 5월 4일   | 500원 꼬마김밥으로 월 매출 3억 원을 버는 장삿목의 비밀           | 섹시한 떡볶이 (인천 남동)         |                |
| 125회 | 5월 11일  | 20억 원 엄마의 기적 폐백으로 꽃 피우다                           | 최승옥 전통폐백 (충남 천안 동남)  |                |
| 126회 | 5월 18일  | 집 한 채 드립니다~ 막 퍼주는 아지매 명숙 씨                      | 강성횟집 (경남 거제)              |                |
| 127회 | 5월 25일  | 주먹질에서 칼질로 30억 원 신화를 이룬 소도둑 병원 씨             | 갈비구락부 (울산 울주)            |                |
| 128회 | 6월 1일   | 미끼를 던져라! 연 매출 12억 원 명품 생선의 비밀!                 | 강북수산 (서울 강북)              |                |
| 129회 | 6월 8일   | 연 매출 10억 원 나여사의 명품 그릇!                              | 라온컴퍼니 (경기 화성)            |                |
| 130회 | 6월 15일  | 콩물 갈아 자산 20억 원! 유달산 조영감의 하루                     | 유달콩물 (전남 목포)              |                |
| 131회 | 6월 22일  | 분양 양봉으로 억대 매출! 40년 죽음을 무릅쓴 꿀벌사나이!          | 장태산딴지꿀 (대전 서구)          |                |
| 132회 | 6월 29일  | 야식으로 연 매출 24억 원! 악바리 엄마와 개과천선한 아들          | 금촌야식 (경기 파주)              |                |
| 133회 | 7월 6일   | 200만 원으로 시작해 자산 7억 원! 36세 승주 씨의 출장 돌상 성공기 | 내리사랑 (인천 남동)              |                |
| 134회 | 7월 13일  | 연 매출 18억 원 봉진 씨의 아버지의 막국수                        | 강계봉진막국수 (경기 여주)        |                |
| 135회 | 7월 20일  | 연 매출 10억 원! 1.5cm²의 마술                                   | 새김소리 (서울 종로)              |                |
| 136회 | 7월 27일  | 가위 하나로 연 매출 4억 원! 신들린 가위손 덕황 씨                | 최덕황애견미용학원 (서울 성동)    |                |
| 137회 | 8월 3일   | 110원에서 연 매출 100억! 판매의 신이라 불리는 사나이             | 총각정육백화점 (부산 동래)        |                |
| 138회 | 8월 10일  | 해피 해피 구멍 빵집! 빵금술사 재정 씨                            | 하에레츠 (서울 강동)              |                |
| 139회 | 8월 17일  | 연 매출 16억 원! 캠핑 박사 서영 씨의 수상한 외출                 |                                   |                |
| 140회 | 8월 24일  | 200억, 별을 쏘다 도쿄의 한식 마돈나                              | 윤가진자 (도쿄)                   |                |
| 141회 | 8월 31일  | 닭강정 팔아 자산 16억 원 슈퍼우먼 우리 엄마 재순 씨              | 일미닭강정 (강원 영월)            |                |
| 142회 | 9월 7일   | 나비효과로 연 매출 18억 원! 미스터리 과일가게                    | 경하청과 (강원 춘천)              |                |
| 143회 | 9월 14일  | 밥 지어 억대 매출 나는 싱글파파다!                               | 장군푸드 (부산 기장)              |                |
| 144회 | 9월 21일  | 월 1억 원! 꽃게 완판녀 부귀 씨의 빅피쳐                          | 대명횟집 (충남 당진)              |                |
| 145회 | 9월 28일  | 족발로 연 매출 20억 원! 동네 브랜드의 비밀                       | 돼순이네왕족발 (서울 영등포)      |                |
| 146회 | 10월 5일  | 바다 위 내비게이션 낚시 포인트의 달인 귀철 씨                    | 해림호횟집 (경남 거제)            |                |
| 147회 | 10월 12일 | 한 달 매출 11억 원 송이에 미친 추남                              | 청량산자락송이 (경북 안동)        |                |
| 148회 | 10월 19일 | 1년 만에 연 매출 5억 원! 시장 3.3m2 가게의 신의 한 수            | 떡갈비 1982 (서울 중랑)           |                |
| 149회 | 10월 26일 | 연 매출 30억 원! 손기술 네트워크 전국구 뜨개왕 성진              | 니트러브 (경기 고양 일산동구)     |                |
| 150회 | 11월 2일  | 영흥 씨를 살린 아내의 도마                                       | 지영흥 안동도마 (경북 안동)       |                |
| 151회 | 11월 9일  | 순댓국으로 자산 50억, 그림자 교관 정애 씨                        | 단골식당 (경북 예천)              |                |
| 152회 | 11월 16일 | 엄마, 수제비를 부탁해                                            | 오한순손수제비 (대전 서)          |                |
| 153회 | 11월 23일 | 절임배추 하나로 김장철 매출 15억 원! 배추밭 그 사나이            | 해남평화농수산물 (전남 해남)      |                |
| 154회 | 11월 30일 | 빨간운동화와 과메기                                              | 진강수산 (경북 포항 북)           |                |
| 155회 | 12월 7일  | 18억 자산가 50년 찐빵 할아버지의 꿈                              | 내고향 찐빵 손만두 (광주 광산)    |                |
| 156회 | 12월 14일 | 50억 자산가의 야망 굴 사나이 기덕 씨                             | 한덕수산 (경남 통영)              |                |
| 157회 | 12월 21일 | 상일 씨의 돈을 부르는 법칙 숫자10의 비밀!                        | 포항할매집곱탕 (경북 영천)        |                |
| 158회 | 12월 28일 | 자산 35억 원! 순덕 여사의 시장 곰탕 시그널                       | 동래분식 (전북 전주 완산)         |                |

### 2018년
| 회차 | 방송일    | 내용                                                       | 상호 이름                                | 비고 |
| ---- | --------- | ---------------------------------------------------------- | ---------------------------------------- | ---- |
| 159  | 1월 4일   | 즉석 팥죽으로 15억!! 골목길 팥죽 시스터즈                  | 동래분식 (전북 전주 완산)                |      |
| 160  | 1월 11일  | 나는 살아있다 짬뽕바보의 마지막 승부!                      | 양자강 (전북 정읍)                       |      |
| 161  | 1월 18일  | 빚 청산의 비밀병기! 호떡 하나로 연 매출 5억원!             | 삼청동호떡 (서울 종로)                   |      |
| 162  | 1월 25일  | 솜뭉치로 빚 10억 청산, 작은 거인 복순 씨                   | 류복순침구 (경북 안동)                   |      |
| 163  | 2월 1일   | 자산 25억 원! 철의 여인 경화 씨                            | 사랑채가마솥 (경북 구미)                 |      |
| 164  | 2월 8일   | 연매출 7억! 세 자매의 마늘 만두                            | 단양마늘만두 (충북 단양)                 |      |
| 165  | 2월 15일  | 150원으로 7억을 만드는 사나이! 미스터리 케냐 보스          | 케냐                                     |      |
| 166  | 2월 22일  | 300원으로 3억! 돈을 주는 남자의 비밀                       | 헌옷사는 철이오빠 (경기 남양주)          |      |
| 167  | 3월 1일   | 함께하니 연 매출 20억! 황소고집 모자의 육회비빔밥          | 화랑식당 (전남 함평)                     |      |
| 168  | 3월 8일   | 2000원으로 일어선 용감한 정은 씨                           | 용자돈까스 (경기 오산)                   |      |
| 169  | 3월 15일  | 연매출 10억 원! 인테리어계의 이단아, 진욱 씨               | 플레져 (서울 성동)                       |      |
| 170  | 3월 22일  | 연매출 11억 싱글파파 명섭씨의 육아창고                     | 육아대장 (경기 시흥)                     |      |
| 171  | 3월 29일  | 3천 곳을 피(皮)로 물들인 형제                              | 스타밸리 (인천 남동)                     |      |
| 172  | 4월 5일   | 3000원으로 20억 원을 만든 굳세어라 혜숙 씨                 | 삼덕횟센터 (충남 서천)                   |      |
| 173  | 4월 12일  | 월 매출 5억 원! 유성씨의 캠핑카 전성시대                   | 홍성기업 (경기 파주)                     |      |
| 174  | 4월 19일  | 솜사탕으로 억대 매출 고셰프의 서계정복기                   | 매직솜사탕 (서울 관악)                   |      |
| 175  | 4월 26일  | 40억 원 창고의 비밀 효상 씨의 토이 스토리                  | 신토이 (경기 용인 기흥)                  |      |
| 176  | 5월 3일   | 20억을 만들어준 그것! 말려야 사는 가족                     | 성림 (경남 통영)                         |      |
| 177  | 5월 10일  | 연매출 25억 원! 집을 배달하는 정영 씨                      | 정하우징 (경기 평택)                     |      |
| 178  | 5월 17일  | 돈을 부르는 가짜로 일어서다. 영설 씨의 진짜 인생!          | 쓰리디모형 (대전 서)                     |      |
| 179  | 5월 24일  | 500원의 기적! 15억 황금 알을 만드는 사나이                 | 청솔원 (경남 하동)                       |      |
| 180  | 5월 31일  | 독도 새우로 연 매출 25억 어부의 아들 구진 씨               | 황금새우 (부산 기장)                     |      |
| 181  | 6월 7일   | 신용불량자에서 다시 일어서다! 영신 씨의 외딴 길옆 국수살이 | 진밭국수 (경기 고양 일산동)              |      |
| 182  | 6월 14일  | 먼지를 털어 연매출 10억 원! 청소계의 스티브잡스 승훈 씨    | 좋은 하루 홈케어 (서울 강서)             |      |
| 183  | 6월 21일  | 통돼지와 바람났네~ 출장 바비큐 요리사 낙근 씨              | 파티Q (경기 안성)                        |      |
| 184  | 6월 28일  | 죽지 않아! 연 매출 8억 나무 아빠 영권 씨!                  | 조화닷컴 (경기 고양 일산동)              |      |
| 185  | 7월 5일   | 연 매출 25억 원! 은행원에서 물회 대모가 된 휘준 씨         | 마라도회식당 (경기 포항 북)              |      |
| 186  | 7월 12일  | '끝까지 산다' 장기수가 장만복이 된 사연                    | 장어마을 (강원 속초)                     |      |
| 187  | 7월 19일  | 자산 10억! 돈 보이는 남자 영진씨의 명품인생                | 대흥가구 (서울 중, 경기 남양주)          |      |
| 188  | 7월 26일  | 56년 을지로 골목을 지킨 홍숙이와 어머니                    | 우일집 (서울 중)                         |      |
| 189  | 8월 2일   | "FIT"사는 인생! 15억 수선방 현규씨                         | 스타일핏수선 (서울 강남)                 |      |
| 190  | 8월 9일   | 솥뚜껑 하나로 4억원! 힘 센 여자, 신철순                    | 솥뚜껑식당 (충남 공주)                   |      |
| 191  | 8월 16일  | 연매출 8억, 불을 질러야 사는 남자                          | 당구대통철판삼겹살 (부산 기장)           |      |
| 192  | 8월 23일  | 캠핑스타! 정득씨의 원맨쇼                                  | 캠퍼캠핑 (경남 창원 의창)                |      |
| 193  | 8월 30일  | 무일푼에서 자산 12억 원으로! 부산에서 밀면으로 살아남는 법 | 대성 밀냉면 (부산 중)                    |      |
| 194  | 9월 6일   | 연 매출 30억! 성진 씨의 달콤한 인생                        | 통통과일 (대전 유성)                     |      |
| 195  | 9월 13일  | 실업자에서 대박집 사장님으로~ 부부가 매일 죽 쑤는 이유!    | 아이야 (서울 영등포)                     |      |
| 196  | 9월 20일  | 연매출 10억, 영미씨의 품격있는 인생레시피                  | 도깨비반찬 (경기 시흥)                   |      |
| 197  | 9월 27일  | 365일, 형제의 신차 발표회                                  | 마스터랩 (경기 용인 기흥)                |      |
| 198  | 10월 4일  | 연매출 9억 원! 500원 꽈배기로 꼬인 인생 푼 중섭 씨         | 독일빵집 (충남 당진)                     |      |
| 199  | 10월 11일 | 가위손에서 15억 산사나이가 된 남자                         | 무주뚝배기 (전북 무주)                   |      |
| 200  | 10월 18일 | 세상의 끝, 꽃을 든 영선 씨                                 | 비베로로스꼬레아노 (아르헨티나)          |      |
| 201  | 10월 25일 | 연매출 11억! 피로 물들인 100년의 전설                      | 원조연산할머니순대 (충남 논산)           |      |
| 202  | 11월 1일  | 돌 뻥튀기 하나로 자산 60억? 돌로 빛난 남자, 석영씨         | 버미코리아 (인천 남동)                   |      |
| 203  | 11월 8일  | 비눗방울로 연매출 7억! 찰리채플린을 꿈꾸는 민옥 씨         | 버블맨 (서울 강서)                       |      |
| 204  | 11월 15일 | 타조농장의 돈키호테 시원씨                                 | 우농타조농장 (경기 파주)                 |      |
| 205  | 11월 21일 | 나는 골목전설이다! 순남여사의 45억 찜갈비                  | 봉산찜갈비 (대구 중)                     |      |
| 206  | 11월 28일 | 연매출 30억! 스테인리스계의 대부 영한 씨                   | 리온스텐 (경기 남양주)                   |      |
| 207  | 12월 6일  | 너는 내 운명. 연매출 12억! 편백나무 구들로 일어서다        | 온돌라이프 (광주 동)                     |      |
| 208  | 12월 13일 | 꽃은 나의 자존심! 억대 매출을 이룬 대형꽃                  | 디자인센스 (경기 안산 상록)              |      |
| 209  | 12월 20일 | 수생 씨를 살린 두 사부의 딤섬                              | 미미진 (인천 중)                         |      |
| 210  | 12월 27일 | 연매출 25억! 킹이 된 남자의 "나는 아직 배고프다"           | 왕게 수산 (경기 시흥, 서울 서대문, 송파) |      |

### 2019년
| 회차 | 방송일    | 서브 타이틀 (내용)                                            | 상호 이름                                | 비고 |
| ---- | --------- | ------------------------------------------------------------- | ---------------------------------------- | ---- |
| 211  | 1월 3일   | 새우로 세상을 평정하다! 연 매출 18억을 이룬 인학 씨           | 속초아저씨튀김 (강원 속초시)             |      |
| 212  | 1월 10일  | 천원 쌈으로 연매출 4억! 서른 두 살 청년의 골목은 좁다.        | 진지한 쌈, 진지한 고깃집 (부산 부산진구) |      |
| 213  | 1월 17일  | 진흙탕 위에 발자국을 새기다! 운동화 청년, 안재복              | 안앤리슈케이 (충북 충주시)               |      |
| 214  | 1월 24일  | 아들에 대한 그리움을 나무에 담다! 나무 갑부 종한 씨           | 아이숨 (대구 동구)                       |      |
| 215  | 1월 31일  | 어쩌다 아빠가 된 귀성 씨가 꿈을 담은 0.3MM                    | 모든 다 인테리어 필름 (경기 남양주시)    |      |
| 216  | 2월 7일   | 60억, 거제도의 큰 손 현진씨                                   | 삼삼해물영어조합법인 (경남 거제시)       |      |
| 217  | 2월 14일  | 짚불로 쌓은 20억! 웬만해선 나!기운을 막을 수 없다             | 두암식당 (전남 무안군)                   |      |
| 218  | 2월 21일  | 한 달에 여섯 번! 빨간 부부의 은밀한 생활                      | 그냥치킨그냥생닭집 (충북 괴산군)         |      |
| 219  | 3월 7일   | 말할 수 없는 비밀? 그 남자의 커밍아웃!                        | 위캔두잇 (서울 강남구)                   |      |
| 220  | 3월 14일  | "TEAM조”의 특명! 20억 홍어집을 사수하라!                      | 홍어본가 (서울 중랑구)                   |      |
| 221  | 3월 21일  | 연 매출 16억 원, 성수동 골목대장 납시오~                      | 윤경양식당 (서울 성동구)                 |      |
| 222  | 3월 28일  | 전통시장에 부는 청년 창업! 크로켓 부부는 튀겨야 산다          | 고로케삼촌 (광주 광산구)                 |      |
| 223  | 4월 4일   | 전 재산 27만 원에서 27억 원으로! 만 배의 기적을 이룬 上남자   | 윤경양식당 (서울 성동구)                 |      |
| 224  | 4월 11일  | 12억 원 동아줄을 잡은 노래하는 로프맨                         | 네오필클리어 (서울 서초구)               |      |
| 225  | 4월 18일  | 연 매출 10억 원! 인생역전 베이글 갑부 정자 씨                 | 마더린러 베이글 (서울 서대문구)          |      |
| 226  | 4월 25일  | 춘미 씨의 봄! 엄마는 멈추지 않는다                            | 수타명가 (제주 제주시)                   |      |
| 227  | 5월 2일   | 연 매출 20억 원! 매일 결혼하는 여자 미나 씨                   | 마더린러베이클 (서울 서대문구)           |      |
| 228  | 5월 9일   | 고기에 트랜드를 입히다! 열혈 청년 성준 씨                     | 나룻터꽃게집 (인천 강화군)               |      |
| 229  | 5월 16일  | 연 매출 10억 원, 남자의 품격! 바버숍을 아시나요?              | 이로스타일 (서울 강남구)                 |      |
| 230  | 5월 23일  | 미세먼지 줄여 연 매출 7억 원! 나무의사 태평 씨                | 식물병원초록에서 (충남 당진시)           |      |
| 231  | 5월 30일  | 연 매출 10억 원! 강정과 사랑에 빠진 총각                      | 광장총각강정 (서울 종로구)               |      |
| 232  | 6월 6일   | 연 매출 100억 원의 비밀! 상린 씨는 누구도 못 말려             | 장수천 한방민물장어 (성남시 분당구)      |      |
| 233  | 6월 13일  | 내 가족을 살린 메밀국수 그리고 마지막 소원                    | 화정소바 (경남 의령군)                   |      |
| 234  | 6월 25일  | 연 매출 10억 원! 산낙지 부부의 수상한 후계자 수업             | 하남낙지마당 (광주 광산구)               |      |
| 235  | 7월 2일   | 불 만난 세탁의 신                                             | 워시웰 (서울 관악구)                     |      |
| 236  | 7월 9일   | 형제는 용감했다                                               | 수거킹 (경기 시흥시)                     |      |
| 237  | 7월 16일  | 서른한 살, 용주 씨의 YOLO 인생                                | 서퍼911 (강원 양양군)                    |      |
| 238  | 7월 23일  | 퇴직 후 자산 50억 원을 벌다! 갑부의 준비된 인생               | 차라도가든 (경기 여주시)                 |      |
| 239  | 7월 30일  | 2년 만에 연 매출 7억 5천 만원! 시장 떡집의 이유있는 변신      | 정미당 (수원시 권선구)                   |      |
| 240  | 8월 6일   | 가족이 똘똘뭉쳐 50억 자산을 일구다!                           | 그린횟집, 강문가 (강원 강릉시)           |      |
| 241  | 8월 13일  | 8천 원으로 연 매출 16억 원, 어죽 신화!                        | 청산 어죽 (경기 파주시)                  |      |
| 242  | 8월 20일  | 연 매출 20억 원이닭! 지훈 씨의 반려닭 시대                    | 에코맘 (충북 진천군)                     |      |
| 243  | 8월 27일  | 틈새 찾아 연 매출 10억 원! 틈만 보는 남자, 원표 씨            | 하나싱크                                 |      |
| 244  | 9월 3일   | 전복으로 연 매출 11억 원 이룬 문정씨                          | 튼실이네전복삼겹살 (전남 목포시)         |      |
| 245  | 9월 10일  | 곰팡이 사냥꾼 수형 씨의 월동준비 대작전                       | 코헬하우징 (경기 김포시)                 |      |
| 246  | 9월 17일  | 맛있는 인생 한 잔, 다함께 차차차(茶茶茶) 진평 씨              | 오렌지리프 (서울 마포구)                 |      |
| 247  | 9월 24일  | 폐교에서 연 매출 10억 원! 수상한 교장선생님 동원 씨           | 옹고집쌈밥 (전북 군산시)                 |      |
| 248  | 10월 1일  | 고기쟁이 부자의 한 점을 위하여                                | 성화축산 (경북 경산시)                   |      |
| 249  | 10월 8일  | 만년적자를 연매출 5억원으로 만든 팬덤                         | 랄랄라 350 (서울 마포구)                 |      |
| 250  | 10월 15일 | 실패의 신(神), 억 소리 나는 인생                              | (주) 피엔씨 하우징 (경기 과천시)         |      |
| 251  | 10월 22일 | 무일푼에서 연 매출 18억원 맨손의 기적                         | 샤오바오우육면 (서울 종로구)             |      |
| 252  | 10월 29일 | 자영업 하지마라! 꼭 해야 한다면? 창업 백과사전 전화 씨에 주목 | 황토와 편백나무 (충남 금산군)            |      |
| 253  | 11월 5일  | 수입이 10배가 오른다? 돈바람 일으키는 아내                    | 자연을 담은 과일 (충남 천안시)           |      |
| 254  | 11월 12일 | 15억 자산가 영숙씨의 개천에서 용 나는 법                      | 영양사가 차려주는 밥상 (경기 부천시)     |      |
| 255  | 11월 26일 | 가족끼리 장산한다면? 이렇게 해야 돈 번다!                     | 신해물천지 (수원 팔달구)                 |      |
| 256  | 12월 3일  | 깡촌 소년 복원의 신이 되다                                    | 명품정 (서울 성동구)                     |      |
| 257  | 12월 10일 | 돈을 벌려면 돈을 잘 써야 한다! 20억 자산가의 돈 버는 법       | 천사돌산갓김치 (전남 여수시)             |      |
| 258  | 12월 17일 | 열 번 망한 남자의 '이러면 망한다!'                            | 정우굴구이 (전남 여수시)                 |      |
| 259  | 12월 24일 | 장모와 사위의 달콤살벌한 동행                                 | 광덕식당 (강원 강릉시)                   |      |
| 260  | 12월 31일 | 컨테이너의 변신은 무죄?! 10년 안에 100억 자산을 꿈꾸는 남자   | SA건축그룹 (용인 처인구)                 |      |

### 2020년
| 회차 | 방송일   | 서브 타이틀 (내용)                                             | 상호 이름                        | 비고  |
| ---- | -------- | -------------------------------------------------------------- | -------------------------------- | ----- |
| 261  | 1월 7일  | 지독히 재수없는 부부의 불운 탈출기                             | 클로렐라 햄버거 (경기 광명시)    |       |
| 262  | 1월 14일 | 황에도 끄떡 없다 50억 원 자산가의 생존법칙                     | 세계로가구 (경기 평택시)         |       |
| 263  | 1월 21일 | 학교에서 배울 수 없는 장사의 기술                              |                                  |       |
| 264  | 1월 28일 | 싱글맘 선미 씨의 부동산 경매로 돈 못 번다                      |                                  |       |
| 265  | 2월 4일  | 대형 타일 시공으로 연 매출 7억 원 달성!                        |                                  |       |
| 266  | 2월 11일 | 창업계의 여자 백종원?! 창업을 준비중이라면 무조건 주목!        |                                  | [ 2 ] |
| 267  | 2월 18일 | 딸기로 연 매출 10억 원! 귀농 우습게 보면 큰보다 친다!          |                                  | [ 2 ] |
| 268  | 2월 25일 | 1934년생 고희순                                                | 오모니 (일본 오사카부 오사카시)  |       |
| 269  | 3월 3일  | 도라지로 12억 원 버는 농사꾼 청개구리 민철씨 도라지고          | 산마을영농조합법인 (전북 무주시) | [ 3 ] |
| 270  | 3월 10일 | 연매출 15억원 그 남자의 파이                                   |                                  | [ 4 ] |
| 271  | 3월 17일 | 수익율 90%에 도전하다                                          |                                  | [ 4 ] |
| 272  | 3월 24일 | 노숙자를 돈방석에 앉힌 한 수                                   |                                  | [ 4 ] |
| 273  | 3월 31일 | 연매출 모 자란 남편과 수 쓰는 아내                             |                                  | [ 4 ] |
| 274  | 4월 7일  | 새는 돈 잡아 연매출 11억, 나금씨의 명당거리 입점기             | 서울 서초구                      |       |
| 275  | 4월 14일 | 4억 5천을 만든 절대 비법                                       | 대전 중구                        |       |
| 276  | 4월 21일 | 간판장이 동진씨! 망해가는 가게 살려 월 8억원을 벌다            | 서울 성동구                      |       |
| 277  | 4월 28일 | 사고뭉치 남편의 200억 게임                                     | 울산 울주군                      |       |
| 278  | 5월 5일  | 500원 만두로 자산 10억, 완석씨의 돈 모으는 단순한 비결         | 경기 평택시                      |       |
| 279  | 5월 12일 | 창업 4년 만에 연 매출 12억 원 연정씨의 반지하 탈출기           |                                  |       |
| 280  | 5월 19일 | 꼴찌 아들을 미슐 랭 셰프로 키워낸 빅픽처                       |                                  |       |
| 281  | 5월 26일 | 4년 만에 자산 35억 원 만든 형호씨의 꿀 빠는 인생               |                                  |       |
| 282  | 6월 2일  | 16번 망해서 알났다 50억 원 자산가 각현 씨의 그것               |                                  |       |
| 283  | 6월 9일  | 20억을 투자한 캠핑괴짜 정우씨의 이유있는 '깡'                  |                                  |       |
| 284  | 6월 16일 | 50억 자산가 영옥 씨의 슬기로운 갑부 생활                       |                                  |       |
| 285  | 6월 23일 | 300만 원으로 시작해 120억원의 판을 짜는 남자                   |                                  |       |
| 286  | 6월 30일 | 집 정리해서 집 샀다! 정원 씨의 단칸방 탈출기                   |                                  |       |
| 287  | 7월 7일  | 10억 자산가, 영숙 씨의 빠르게 부자되기                         |                                  |       |
| 288  | 7월 14일 | 돈 밖에 모르던 아빠의 거꾸로 산다.                             |                                  |       |
| 289  | 7월 21일 | 플랜 B:부부의 치명적인 유혹                                    |                                  |       |
| 290  | 7월 28일 | 산골 핫플레이스! 연 매출 20억 부녀(父女)의 매출 10배 불 지르기 |                                  |       |
| 291  | 8월 4일  |                                                                |                                  |       |
| 292  | 8월 11일 |                                                                |                                  |       |
| 293  | 8월 18일 |                                                                |                                  |       |
| 294  | 8월 25일 |                                                                |                                  |       |
| 295  | 9월 1일  |                                                                |                                  |       |
| 296  | 9월 8일  |                                                                |                                  |       |
| 297  | 9월 15일 |                                                                |                                  |       |
| 298  | 9월 22일 |                                                                |                                  |       |
| 299  | 9월 29일 |                                                                |                                  |       |
| 300  | 10월 6일 |                                                                |                                  |       |

## 같이 보기
- 제1차 산업
- 제2차 산업
- 제3차 산업
- 제4차 산업

## 동일 소재 프로그램
- 우리말 겨루기 (KBS 교양운영팀 제작)
- 가족오락관, 상상오락관, 옥탑방의 문제아들 (KBS 예능운영팀 제작)
- 동물의 왕국, 동물의 세계, 동물극장 단짝 (KBS 1TV)
- 주주클럽, 슈퍼독, 단짝, 은밀하고 위대한 동물의 사생활, 개는 훌륭하다, 동물은 훌륭하다, 나는 아픈 개와 산다, 펫 비타민 (KBS 2TV)
- 동물일기, 야옹멍멍 귀여워, 세상에 나쁜 개는 없다, 고양이를 부탁해, 아기 동물 귀여워, 펫하트 (EBS 1TV)
- 세계의 비밀 수호대 번개맨 (EBS 2TV)
- 타타와 쿠마 (EBS·5BRICKS 공동 제작)
- 와우! 동물천하, 애니멀즈, 하하랜드, 오래봐도 예쁘다, 2020 추석특집 아이돌 멍멍 선수권대회, 심장이 뛴다 38.5 (MBC TV)
- TV 동물농장, 어쩌다 마주친 그 개, 펫미픽미, 생활의 달인, 더솔져스, 검은 양 게임 (SBS TV)
- 마리와 나, 그랜드 부다개스트, 우리집 막내극장 (JTBC)
- 기막힌 동물원, 우리집에 해피가 왔다 (MBN)
- 동고동락, 개먼드라마 파트라슈 (TV조선)
- 대화가 필요한 개냥, 냐옹은 페이크다, 캣츠 앤 독스, 슬기로운 의사생활, 슬기로운 의사생활 시즌2, 해치지 않아, 해치지 않아 X 스우파, 슈퍼액션 (tvN)
- 펫토리얼리스트 (온스타일)
- 이 주의 책 (cpbc FM)
- 개별방송, 식빵 굽는 고양이, 잘살아보시개, 오 마이 펫, 여자친구! 강아지를 부탁해, 펫 닥터스 (skyPetpark)
- 상상고양이 (MBC 에브리원)
- 달려라 댕댕이 (MBC 에브리원, MBC 스포츠플러스 공동 제작)
- 펫츠고! 댕댕트립 (SBS 플러스)
- 소나무의 펫하우스 (SBS M)
- 라디오 북클럽, 주말하이킥 이윤석입니다 (MBC 표준FM)
- 개밥 주는 남자, 너는 내 운명 (채널A)
- 천재! 시무라 동물원 (日 NTV)
- 도그 위스퍼러 (美 NGC채널)
- 지옥에서 온 고양이 (美 애니멀 플래닛)
- 개과천선 아메리카 (영국 채널 4, Sky One)

## 특이 사항
- 이 부분 영상은 초창기에 재연극이었으나, 2017년 방송분 이후부터 재연극 배우 형식은 점차 사라졌다.

## 결방 및 편성 변경 안내
- 2019년 2월 28일 : 뉴스A 편성 관계로 결방.